# Inspektor Morse, Mordkommission Oxford
Inspektor Morse, Mordkommission Oxford (auch Inspektor Morse, Originaltitel: Inspector Morse) ist eine britische Krimi-Reihe des Fernsehsenders Independent Television, die auf den Romanen Colin Dexters basiert. Nach 7 Staffeln (1987–1993) mit insgesamt 28 Episoden wurden zwischen 1995 und 2000 weitere 5 Folgen produziert und als Specials gesendet. In Deutschland wurden bisher nur die ersten beiden Staffeln gezeigt.

## Figuren
- DI, später DCI Endeavour Morse (John Thaw), ein Polizist aus Oxford, der ein unglaubliches Gespür beim Aufklären von Verbrechen hat. Er ist Fan von Scotch, Wagner und The Archers und spürt gerne Rechtschreib- und Grammatikfehler auf. Bei seinen Fällen unterstützt ihn sein Assistent Lewis.[1]
- DS Robert Lewis (Kevin Whately), ein noch junger Polizist, der fast genau so gut im Lösen von Rätseln ist wie Morse selbst, der ihn als Assistenten zur Seite gestellt bekam.
- die Pathologen:

Dr. Max DeBryn (Peter Woodthorpe), Pathologe der ersten beiden Staffeln
Dr. Grayling Russell (Amanda Hillwood), Pathologin der dritten Staffel
Dr. Laura Hobson (Clare Holman), Pathologin in den fünf Spezial-Episoden
- Ch. Supt. Strange (James Grout), Chef von Morse und Lewis

## Spin-off und Prequel
Von 2007 bis 2015 wurde mit Lewis eine Spin-off-Serie produziert, die sich auf die Abenteuer des mittlerweile zum Detective Inspector beförderten Robert Lewis konzentriert, der nun selbst als Mentor für einen jungen und relativ unerfahrenen Polizisten dient.
Von 2012 bis 2023 produzierte ITV die Prequel-Serie Endeavour. Sie erzählt von dem jungen Detective Constable Endeavour Morse (Shaun Evans) in den sechziger Jahren. John Thaws Tochter Abigail spielt darin die Rolle der Dorothea Frazil.
Vom 3. September 2017 bis zum 30. April 2024/1. Mai 2024 wurde diese Serie unter dem Namen Der junge Inspektor Morse auf ZDFneo ausgestrahlt.

## Fernsehausstrahlung
| Staffel  | Folgen | Erstausstrahlung                      |
| -------- | ------ | ------------------------------------- |
| 1        | 1–3    | 6. – 20. Januar 1987                  |
| 2        | 4–7    | 25. Dezember 1987 – 22. März 1988     |
| 3        | 8–11   | 4. – 25. Januar 1989                  |
| 4        | 12–15  | 3. – 24. Januar 1990                  |
| 5        | 16–20  | 20. Februar – 27. März 1991           |
| 6        | 21–25  | 26. Februar – 15. April 1992          |
| 7        | 26–28  | 6. – 20. Januar 1993                  |
| Specials | 29–33  | 29. November 1995 – 15. November 2000 |

## Episodenliste

### Staffel 1
| Nr. (ges.) | Nr. (St.) | Deutscher Titel          | Originaltitel                      | Erstausstrahlung UK | Deutschsprachige Erstausstrahlung (D) | Regie         | Drehbuch          |
| ---------- | --------- | ------------------------ | ---------------------------------- | ------------------- | ------------------------------------- | ------------- | ----------------- |
| 1          | 1         | Ein anonymer Zeuge       | The Dead Of Jericho                | 6. Jan. 1987        | n. b.                                 | Alastair Reid | Anthony Minghella |
| 2          | 2         | Die stille Welt          | The Silent World Of Nicholas Quinn | 13. Jan. 1987       | n. b.                                 | Brian Parker  | Julian Mitchell   |
| 3          | 3         | Gottesdienst aller Toten | Service Of All The Dead            | 20. Jan. 1987       | n. b.                                 | Peter Hammond | Julian Mitchell   |

### Staffel 2
| Nr. (ges.) | Nr. (St.) | Deutscher Titel               | Originaltitel           | Erstausstrahlung UK | Deutschsprachige Erstausstrahlung (D) | Regie          | Drehbuch        |
| ---------- | --------- | ----------------------------- | ----------------------- | ------------------- | ------------------------------------- | -------------- | --------------- |
| 4          | 1         | Der verschwundene Schmuck     | The Wolvercote Tongue   | 25. Dez. 1987       | n. b.                                 | Alastair Reid  | Julian Mitchell |
| 5          | 2         | Die Vermisste                 | Last Seen Wearing       | 8. März 1988        | n. b.                                 | Edward Bennett | Thomas Ellice   |
| 6          | 3         | Tödliche Rache                | The Settling Of The Sun | 15. März 1988       | n. b.                                 | Peter Hammond  | Charles Wood    |
| 7          | 4         | Der letzte Bus nach Woodstock | Last Bus To Woodstock   | 22. März 1988       | n. b.                                 | Peter Duffell  | Michael Wilcox  |

### Staffel 3
| Nr. (ges.) | Nr. (St.) | Deutscher Titel | Originaltitel        | Erstausstrahlung UK | Deutschsprachige Erstausstrahlung (D) | Regie           | Drehbuch          |
| ---------- | --------- | --------------- | -------------------- | ------------------- | ------------------------------------- | --------------- | ----------------- |
| 8          | 1         | -               | Ghost In The Machine | 4. Jan. 1989        | n. b.                                 | Herbert Wise    | Julian Mitchell   |
| 9          | 2         | -               | The Last Enemy       | 11. Jan. 1989       | n. b.                                 | James Scott     | Peter Buckman     |
| 10         | 3         | -               | Deceived By Flight   | 18. Jan. 1989       | n. b.                                 | Anthony Simmons | Anthony Minghella |
| 11         | 4         | -               | The Secret of Bay 5B | 25. Jan. 1989       | n. b.                                 | Jim Goddard     | Alma Cullen       |

### Staffel 4
| Nr. (ges.) | Nr. (St.) | Deutscher Titel | Originaltitel           | Erstausstrahlung UK | Deutschsprachige Erstausstrahlung (D) | Regie         | Drehbuch          |
| ---------- | --------- | --------------- | ----------------------- | ------------------- | ------------------------------------- | ------------- | ----------------- |
| 12         | 1         | -               | The Infernal Serpent    | 3. Jan. 1990        | n. b.                                 | John Madden   | Alma Cullen       |
| 13         | 2         | -               | The Sins of the Fathers | 10. Jan. 1990       | n. b.                                 | Peter Hammond | Jeremy Burnham    |
| 14         | 3         | -               | Driven to Distraction   | 17. Jan. 1990       | n. b.                                 | Sandy Johnson | Anthony Minghella |
| 15         | 4         | -               | Masonic Mysteries       | 24. Jan. 1990       | n. b.                                 | Danny Boyle   | Julian Mitchell   |

### Staffel 5
| Nr. (ges.) | Nr. (St.) | Deutscher Titel | Originaltitel           | Erstausstrahlung UK | Deutschsprachige Erstausstrahlung (D) | Regie           | Drehbuch        |
| ---------- | --------- | --------------- | ----------------------- | ------------------- | ------------------------------------- | --------------- | --------------- |
| 16         | 1         | -               | Second Time Around      | 20. Feb. 1991       | n. b.                                 | Adrian Shergold | Daniel Boyle    |
| 17         | 2         | -               | Fat Chance              | 27. Feb. 1991       | n. b.                                 | Roy Battersby   | Alma Cullen     |
| 18         | 3         | -               | Who Killed Harry Field? | 13. März 1991       | n. b.                                 | Colin Gregg     | Geoffrey Case   |
| 19         | 4         | -               | Greeks Bearing Gifts    | 20. März 1991       | n. b.                                 | Adrian Shergold | Peter Nichols   |
| 20         | 5         | -               | Promised Land           | 27. März 1991       | n. b.                                 | John Madden     | Julian Mitchell |

### Staffel 6
| Nr. (ges.) | Nr. (St.) | Deutscher Titel | Originaltitel         | Erstausstrahlung UK | Deutschsprachige Erstausstrahlung (D) | Regie           | Drehbuch        |
| ---------- | --------- | --------------- | --------------------- | ------------------- | ------------------------------------- | --------------- | --------------- |
| 21         | 1         | -               | Dead on Time          | 26. Feb. 1992       | n. b.                                 | John Madden     | Daniel Boyle    |
| 22         | 2         | -               | Happy Families        | 11. März 1992       | n. b.                                 | Adrian Shergold | Daniel Boyle    |
| 23         | 3         | -               | The Death of the Self | 25. März 1992       | n. b.                                 | Colin Gregg     | Alma Cullen     |
| 24         | 4         | -               | Absolute Conviction   | 8. Apr. 1992        | n. b.                                 | Antonia Bird    | John Brown      |
| 25         | 5         | -               | Cherubim & Seraphim   | 15. Apr. 1992       | n. b.                                 | Danny Boyle     | Julian Mitchell |

### Staffel 7
| Nr. (ges.) | Nr. (St.) | Deutscher Titel | Originaltitel        | Erstausstrahlung UK | Deutschsprachige Erstausstrahlung (D) | Regie             | Drehbuch        |
| ---------- | --------- | --------------- | -------------------- | ------------------- | ------------------------------------- | ----------------- | --------------- |
| 26         | 1         | -               | Deadly Slumber       | 6. Jan. 1993        | n. b.                                 | Stuart Orme       | Daniel Boyle    |
| 27         | 2         | -               | The Day of the Devil | 13. Jan. 1993       | n. b.                                 | Stephen Whittaker | Daniel Boyle    |
| 28         | 3         | -               | Twilight of the Gods | 20. Jan. 1993       | n. b.                                 | Herbert Wise      | Julian Mitchell |

### Specials
| Nr. (ges.) | Nr. (St.) | Deutscher Titel | Originaltitel             | Erstausstrahlung UK | Deutschsprachige Erstausstrahlung (D) | Regie          | Drehbuch          |
| ---------- | --------- | --------------- | ------------------------- | ------------------- | ------------------------------------- | -------------- | ----------------- |
| 29         | 1         | -               | The Way Through the Woods | 29. Nov. 1995       | n. b.                                 | John Madden    | Russell Lewis     |
| 30         | 2         | -               | The Daughters of Cain     | 27. Nov. 1996       | n. b.                                 | Herbert Wise   | Julian Mitchell   |
| 31         | 3         | -               | Death Is Now My Neighbour | 19. Nov. 1997       | n. b.                                 | Charles Beeson | Julian Mitchell   |
| 32         | 4         | -               | The Wench Is Dead         | 11. Nov. 1998       | n. b.                                 | Robert Knights | Malcolm Bradbury  |
| 33         | 5         | -               | The Remorseful Day        | 15. Nov. 2000       | n. b.                                 | Jack Gold      | Stephen Churchett |